# Theodor Gomperz

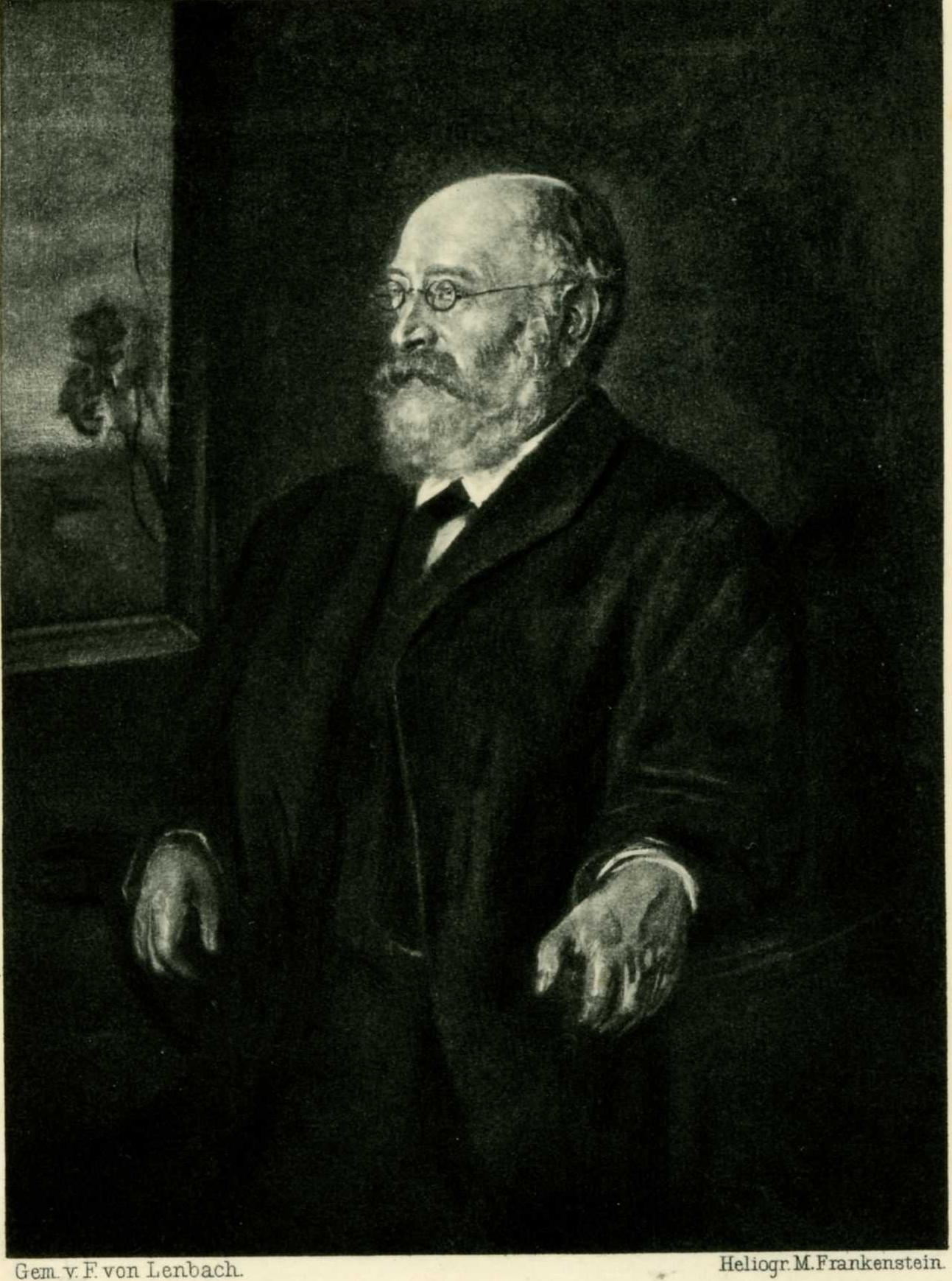
Theodor Gomperz, målning av Franz von Lenbach.

Theodor Gomperz, född 29 mars 1832 i Brünn (nu Brno i Tjeckien), död 29 augusti 1912, var en österrikisk filosof och klassisk filolog. Han var far till Heinrich Gomperz.
Gompers var professor i Wien 1869–1901. Bland Gomperz skrifter märks Herkulanische Studien (1865–1866), Beiträge zur Kritik und Erklärung griechischer Schriftsteller (1875–1907), Herodoteische Studien (1883) samt framför allt Griechische Denker (3 band, 1896–1909), en för sin tid utmärkt framställning av grekisk filosofi. Av självbiografiskt innehåll är Essays und Erinnerungen (1905).